# Torsten Olof Wikén

Torsten Olof Wikén (1984)

Torsten Olof Wikén (* 8. August 1912 in Söderhamn, Schweden; † 17. Oktober 1995 in Vallentuna) war ein schwedischer Mikrobiologe, Forscher und Hochschullehrer.

## Leben
Nach seinem Abitur 1931 studierte Wikén in Uppsala Biologie und Chemie. Nach einem Studienaufenthalt bei A. J. Kluyver am mikrobiologischen Laboratorium der Technischen Hochschule in Delft (Holland) war er Dozent für Chemie an der medizinischen, dann für Botanik an der philosophischen Fakultät der Universität Uppsala. 
Anfang 1948 wurde er als ordentlicher Professor für landwirtschaftliche Bakteriologie und Gärungsbiologie an der ETH Zürich gewählt. Bei ihm wurde Forschung großgeschrieben. Für neue Apparate und Installationen opferte Wikén das Auditorium und den großen Praktikumssaal. In seiner kurzen Amtsdauer von neun Jahren sind 21 Doktorarbeiten aus seinem Institut hervorgegangen, was seine Beliebtheit bei den Studierenden zeigt. 
1957 bis 1978 wirkte er als Professor für Mikrobiologie an der Technischen Universität Delft.
Wikén war 1952 bis 1957 ständiger Sekretär der Internationalen Kommission für bakteriologische Nomenklatur.